# Cédrine Kerbaol
Cédrine Kerbaol (født 15. maj 2001) er en fransk cykelrytter, som kører for UCI Women's Continental Team Ceratizit-WNT Pro Cycling.
I 2023 vandt hun det første Tour de Normandie kvindeløb.